# De Selkie
De Selkie is het 38ste stripalbum uit de Thorgal-reeks, en is getekend door F. Vignaux met scenario van Yann. Het werd voor het eerst uitgegeven bij Le Lombard in 2020.

## Het verhaal
Wanneer Thorgal en Jolan achter de ontvoerde Wolvin gaan, komen ze in een zeehonden-bloedbad terecht, ten gevolge van een vloek over het eiland waar Wolvin gevangen zit. Een lang verhaal kort: een verliefde jongen zorgde er ooit onrechtstreeks voor dat een zeehond de helft van een dorp uitmoordde, en dat nu nog steeds vaak mensen verongelukken. Nu denkt men daar dat het helpt om elk jaar alle zeehonden uit te moorden, die dichbij de kust komen om zich voort te planten, tot dat ze allemaal dood zijn.